# Xysticus lanzarotensis
Xysticus lanzarotensis es una especie de arañas araneomorfas de la familia Thomisidae.

## Distribución geográfica
Es endémica de las Canarias orientales (España).